# Llista de carnívors del Solsonès
Els mamífers carnívors del Solsonès pertanyen a cinc famílies: els cànids, els mustèlids, els úrsids, els vivèrrids i els fèlids.

## Família dels cànids

### Guineu

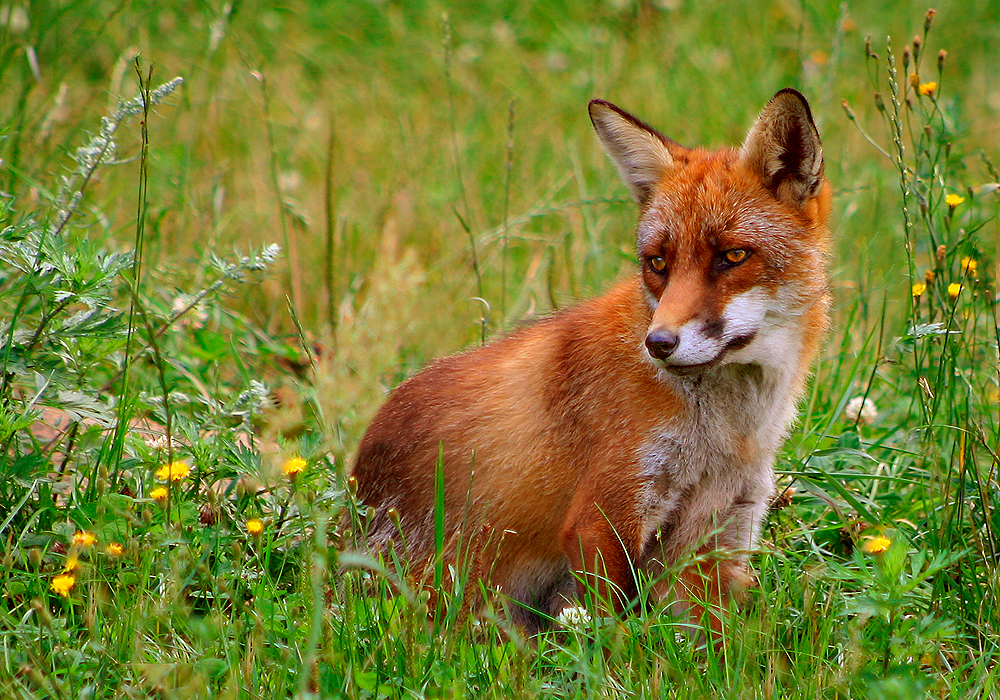
Guineu

La guineu o guilla és el carnívor més estès per tot el món. Així mateix, és també el carnívor més abundant i més àmpliament distribuït pel Solsonès doncs és present en tots els hàbitats, des de la terra baixa fins a l'alta muntanya tot i que és en les pinedes subalpines on assoleix una major presència.

### Llop
El llop es va extingir al Solsonès a principis del segle xx. En els segles anteriors devia ser força abundant a la comarca; així ho fan palès els treballs duts a terme per F. De Zamora a les darreries de l'any 1800: «a les muntanyes del nord de la comarca s'hi trobaven alguns ossos, porcs senglars i molts llops».
Durant els segles xviii i xix, l'extinció gairebé total dels ungulats salvatges (cérvols i cabirols principalment), paral·lela a la desforestació, va ser que la principal font la constituïssin els ramats d'ovelles, cavalls, cabres i vaques. Aquesta situació va comportar que el llop patís una persecució molt intensa (trampes, batudes, verí, etc.) a tot el país que va acabar amb la seva extinció.
Al Solsonès la darrera presència documentada és una de les últimes de les que en té notícia a Catalunya: un llop que va ser mort cap al 1930 a la serra del Port del Comte.
La primera cita probable del seu retorn a la comarca va ser un rastre seguit damunt la neu al Puig Sobirà el 12 de març de 2002, però no va ser fins a l'any 2005 quan es va tenir constància segura de la seva presència a l'esmentada serra del Port del Comte, lloc on es va tornar a observar a final de 2006 i on el 14 de juny de 2007 es va trobar una ovella depredada pel llop a les pistes d'esquí, prop de l'obaga del Bosc.

## Fèlids

### Gat fer

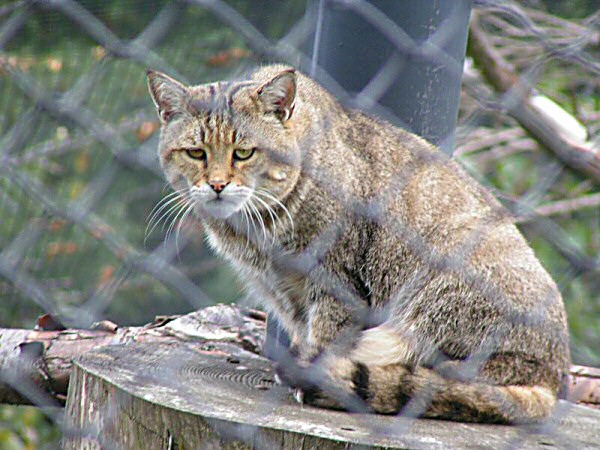
Gat fer

El gat fer o gat salvatge és una espècie forestal comuna a la meitat nord de la comarca, força abundant a les clotades i boscos tranquils de la muntanya mitjana. Cap al centre i al sud de la comarca és menys abundant malgrat que se n'ha localitzat prop dels 500 metres d'altitud en clotades de Clariana i Pinell. A l'alta muntanya també hi és present, però de forma escassa. La cita de major altitud correspon a 1.900 metres al Puig Sobirà (Odèn).

### Linx nòrdic
El linx nòrdic és una espècie que a la península Ibèrica es va donar per extinta el segle passat després d'un fort procés de regressió, però les seves poblacions quedaren al límit de la incertesa al sector pirinenc. De fet, durant les darreres dècades, el nombre d'indicis de la seva presència al Prepirineu català han anat en augment i a partir de la recerca científica que s'ha dut a terme per part de nombrosos investigadors al conjunt de Catalunya, s'han obtingut dades prou fiable per assegurar-ne la presència al Prepirineu central, a cavall entre les comarques del Berguedà, Solsonès, Cerdanya i Alt Urgell.
Al Solsonès en concret als darrers 15 anys s'han recollit moltes dades, la majoria indicis de rastres i contactes visuals per part de caçadors, guardes de reserves i pagesos. És a partir de 1989 quan es van començar a recollir observacions, la majoria concentrades als municipis d'Odèn i de Lladurs. Cal destacar-ne un individu vist diverses vegades l'any 1991 a Costafreda (Lladurs), un albirament d'un altre individu que travessava la carretera d'Odèn el febrer de 1999. En total s'han recollit una desena d'observacions de certa fiabilitat, la darrera l'any 2001.

## Família dels mustèlids

### Ermini
L'ermini és una espècie que habita les zones d'alta muntanya del Pirineu. Es tenien indicis que hi havia hagut erminis al Port del Comte però actualment està extingit. Tot i això, hi ha una observació feta el 1998 d'un mustèlid blanc a la cara nord del Port del Comte (a Alinyà), i d'unes petjades a la neu detectades també en un prat subalpí situat a 1.900 m. d'altitud també al terme d'Alinyà que poden ser atribuïdes a un ermini.
Aquestes deteccions permetrien plantejar-se la possibilitat d'un proper retorn de l'ermini als territoris més septentrionals de la comarca, però l'aïllament del Port del Comte respecte a les àrees pirinenques on hi és present i, sobretot, l'escassetat en aquest massís de talpons, les preses habituals d'aquest carnívor, porten a pensar que les probabilitats d'aquest retorn són força escasses.

### Fagina

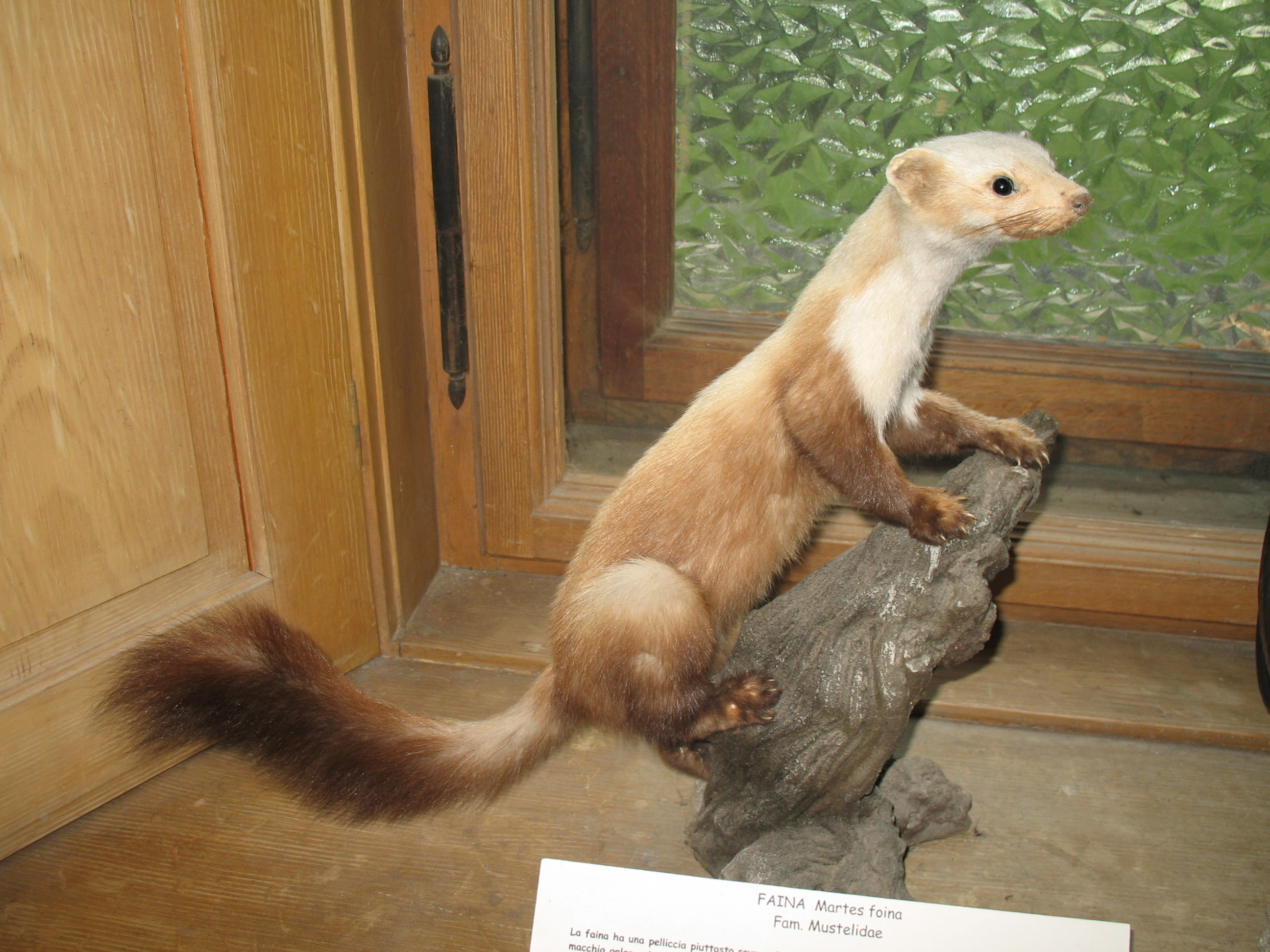
Fagina

La fagina és una espècie forestal àmpliament difosa al Solsonès, des de les terres baixes fins a l'alta muntanya (ha estat localitzada al Port del Comte a 2.300 metres d'altitud) tot i que on es troba més ben distribuïda i amb més abundància és a la muntanya mitjana.
Li són favorables tota mena de boscos, matollars amb rocam, ambients agrícoles amb masses d'arbres i feixes embardissades i ambients de ribera prop de cursos fluvials o embassaments. També pot freqüentar àrees properes a les poblacions i masies o cases abandonades, que utilitza com a refugi o, fins i tot, com a cau per a criar, com és el cas d'una fagina que, l'any 2005, vivia al bell mig del nucli antic de Solsona on segurament ocupava les golfes d'una casa deshabitada.
Antigament es guanyaven força diners amb el comerç de les pells. A la comarca, la peça que més es venia era la fagina blanca. Cap al 1950 es van arribar a pagar fins a 1.400 pessetes per una de les seves pells.

### Llúdria

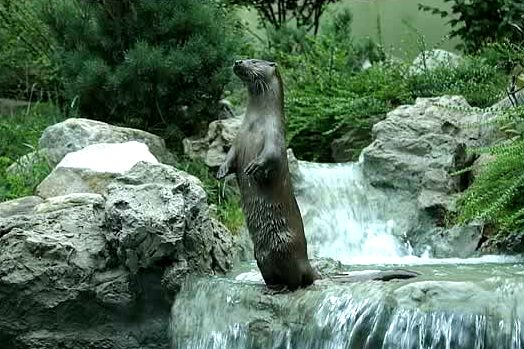
Llúdria

La llúdria és una espècie que fins als anys seixanta era present a la majoria de rius catalans, però la persecució directa i la pèrdua de qualitat de les aigües fluvials van fer minvar les seves poblacions fins a arribar a extingir-se de molts indrets.
Al Solsonès fins a l'any 1976 habitava a les valls fluvials del Cardener, de l'Aigua d'Ora i de la Ribera Salada però als primers anys de la dècada dels vuitanta ja estava totalment extinta a la comarca (la darrera detecció va tenir lloc a la cua del pantà de Sant Ponç l'any 1983). Va estar absent més d'una dècada però a primers dels noranta es van detectar de nou indicis que l'espècie tornava a ser present al tram baix de la Ribera Salada. A mitjans d'aquella dècada es va detectar algun individu que feia incursions puntuals des del Segre cap a la riera de Madrona i la Ribera Salada i l'any 2000 ja es va detectar com a mínim una parella estable que habitava aquest darrer curs fluvial fins a la gravera d'Ogern. A partir de l'any 2002 es van detectar indicis que l'espècie tornava a ser present fins al Pont de Querol, l'any 2004 se'n van trobar excrement fins al Pont del Clop i el 2006 ja se'n van trobar a Aigüesjuntes i a la riera de Canalda, cosa que va fer palès que ja havia colonitzat tota la conca de la Ribera Salada.
Pel que fa als territoris de la conca del Cardener, l'any 2002 va ser detectada en aquest riu a prop de Súria i el 2003 ja es van trobar rastres de la seva presència fins al pantà de Sant Ponç. Actualment al Cardener hi és present fins al pantà de la Llosa del Cavall i a l'Aigua d'Ora al llarg del seu tram inferior.

### Marta

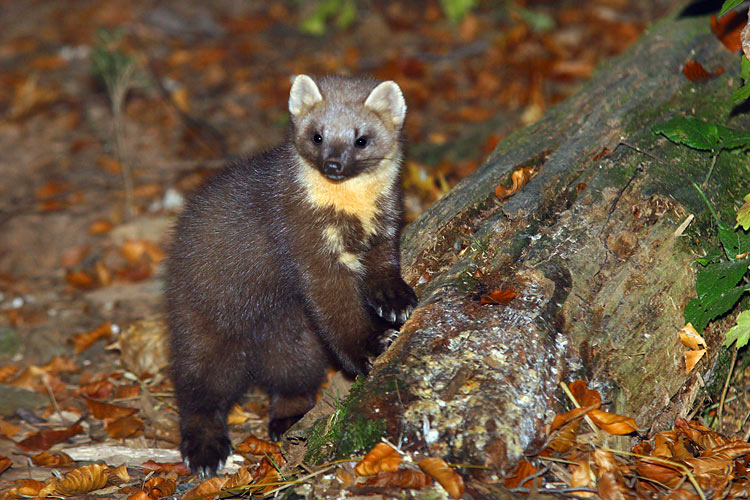
Marta

La marta és una espècie que manté petites poblacions localitzades als boscos de pi negre dels sector més septentrionals de la comarca entre els 1.700 i els 2.100 metres d'altitud. Selecciona obagues de pi negre amb abundància de sotabosc i amb abundants acumulacions de neu a l'hivern, ja que és una espècie especialitzada a viure en ambients amb condicions extremes de fred i neu.
És present a la serra d'Odèn, als boscos subalpins del massís del Port del Comte (en especial les obagues del tossal d'Estivella i, sobretot, de la serra del Verd. Caldria veure si també és present en obagues del nord-est del terme municipal de Guixers ja aue hi ha poblacions properes a les obagues dels Rasos de Peguera.
Cal subratllar que les poblacions del Solsonès representen el límit de distribució meridional de la marta a Catalunya.

### Mostela

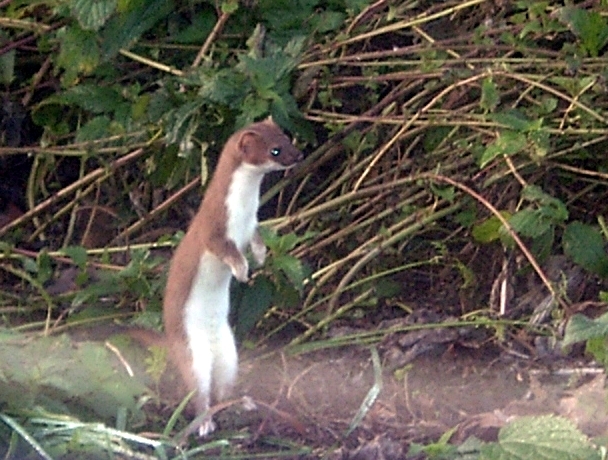
Mostela

La mostela és una espècie que es troba en sectors escampats per tota la comarca però en una distribució força discontínua i, en general, poc abundant.
Habita principalment en ambients agrícoles i boscos oberts propers a prats, matollars, camins i riberes amb bardisses i margedes. També sovint se la pot trobar a la vora de granges i masies, on troba abundància de rosegadors.
El fet que surti a caçar als capvespres i la seva petita grandària la fan passar desapercebuda. Això fa que la seva detecció s'hagi de fer a partir dels seus excrements. A la comarca s'ha localitzat quasi sempre associada a medis rurals. Segurament és més abundant a les grans planes i a les pastures de la muntanya mitjana humida, entre els 700 i els 1.500 metres d'altitud, tot i que també és present en àrees de la terra baixa i a l'alta muntanya (se n'ha localitzat al Port del Comte fins als 2.100 metres d'altitud) però sempre d'una manera més localitzada.

### Teixó

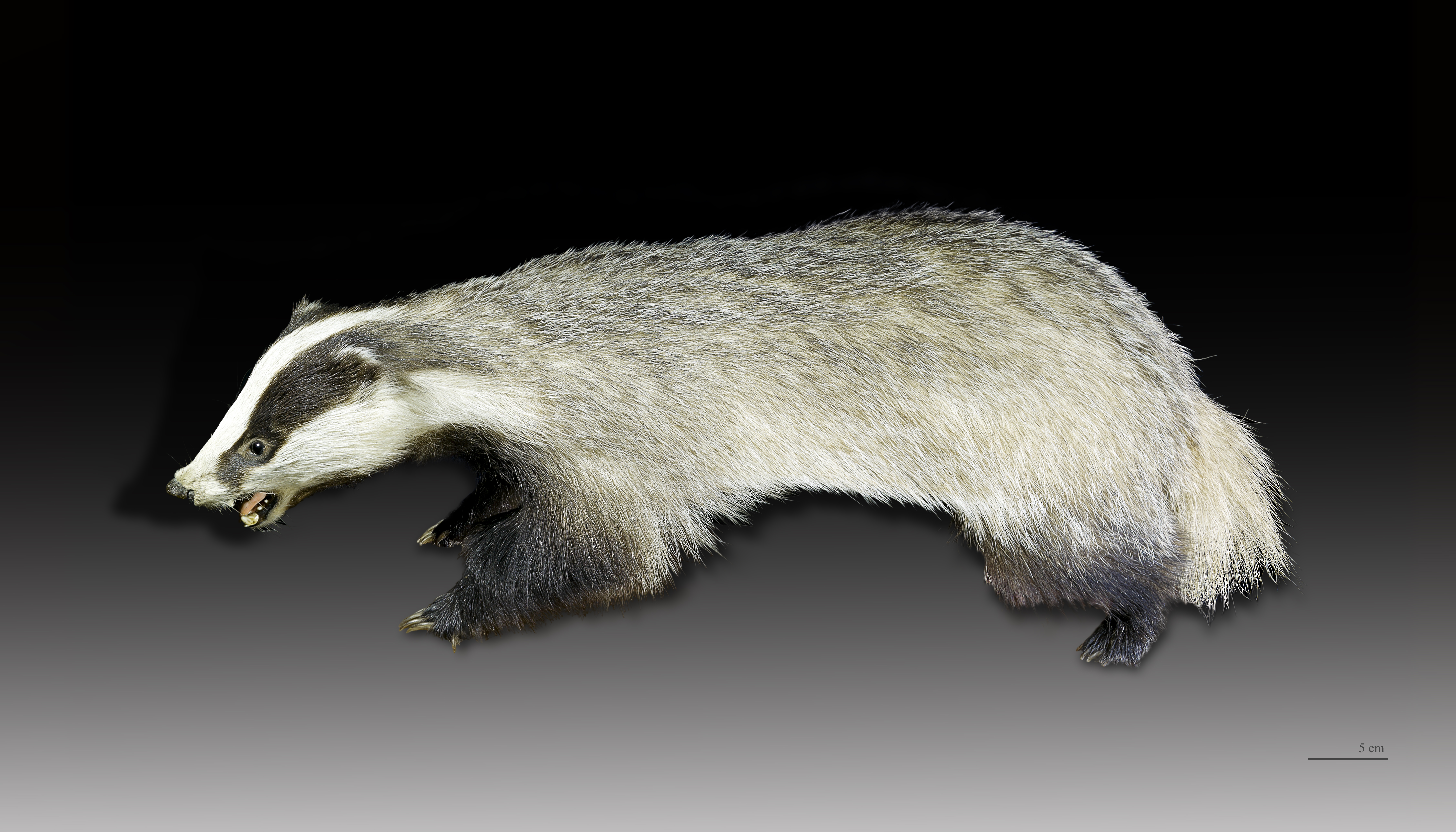
Teixó

El teixó és una espècie que, gràcies a l'amplitud de la seva dieta i dels ambients que ocupa, es troba àmpliament difosa per la comarca del Solsonès. Ocupa preferentment les àrees de muntanya però, tot i això, també és força abundant en ambients agrícoles de les planes centrals i sud de la comarca, i també ha arribat a colonitzar els prats subalpins i els boscos de pi negre fins als 2.200 metres d'altitud (tossal d'Estivella).

### Turó
El turó és una espècie de la qual es disposen comptades dades històriques sobre la seva presència al Solsonès. Així mateix i malgrat els esforços dedicats a la seva recerca pels ambients fluvials de la comarca que li podrien ser més propicis, no s'ha trobat cap indici fefaent de la seva presència. Tan sols es disposa d'una dada probable d'un exemplar capturat a Montcalb (Guixers) cap a la primera meitat dels anys vuitanta i d'algunes citacions fetes per pagesos que diuen haver-ne vist al tram final de la Ribera Salada (Bassella) i a la Móra Comdal (Odèn), prop del pantà d'Oliana, hàbitats tot dos a priori bons per a l'espècie.

### Visó americà
El visó americà és una espècie que està en expansió per tot Catalunya des dels anys vuitanta, a partir dels exemplars escapats de granges pelleteres de la comarca d'Osona. Al Solsonès van arribar-hi pel riu Cardener cap al 1995. El 1996 ja havia colonitzat tot el riu fins a Sant Llorenç de Morunys, on se'n va capturar un exemplar a la Llosa del Cavall, i cap al 1997 va arribar a les portes de Solsona pel riu Negre. A partir de l'any 2000 es va detectar al riu Aigua d'Ora i el 2005 a la Ribera Salada. D'altra banda, el 2001 es van detectar excrements seus a la riera de Vallmanya i el 2003 es va detectar al riu Llobregós.
Sembla, doncs, que les seves poblacions no paren d'augmentar malgrat les intenses campanyes de trampeig que estan duent a terme els Agents Rurals i els tècnics del Departament de Medi Ambient responsables del control i gestió de l'espècie a Catalunya. Des del maig de 2004 fins a l'octubre de 2006 se'n van capturar 7 exemplars només a l'àrea del Cardener.

## Úrsids
L'os bru la població que a la comarca del Solsonès es va extingir a finals del segle xix, força abans que el llop. En aquella època, el Solsonès representava un dels contraforts més meridionals de l'espècie a Catalunya. Les últimes cites de l'os a la comarca daten del 1860-1870, a la font de la Carbassa, prop del Riu Fred, on es van matar probablement els últims exemplars, ja que a partir de llavors no hi ha cap més dada referent a la seva presència a la comarca.

## Vivèrrids

### Geneta

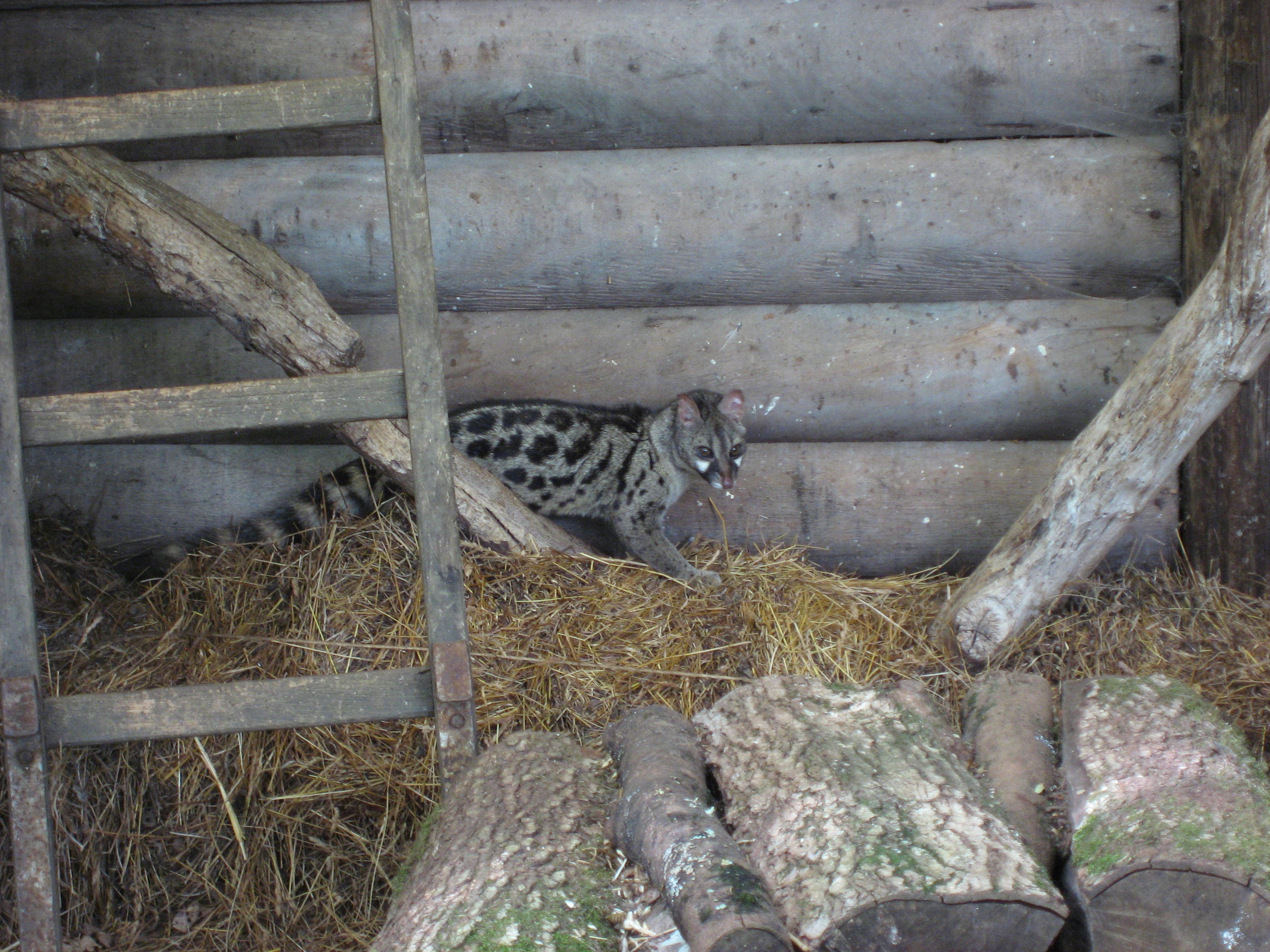
Geneta

La geneta o gat mesquer és una espècie que ocupa les zones forestals d'altituds moderades de la comarca. Freqüenta també els boscos de ribera, els matollars mediterranis i les bosquines entre conreus i cases. És més abundant als alzinars i a les rouredes que a les pinedes. Cap al nord de la comarca va esdevenint progressivament més escassa i localitzada. Tot i així, al sector nord-occidental d'Odèn hi és una espècie comuna.
En general, es considera una espècie ben representada a la comarca, per bé que els seus hàbits nocturns i esquerps la fan passar molt desapercebuda.
- Vídeo